# 米尔斯 (沃克吕兹省)
米尔斯（法語：Murs，法語發音：[myʁs]）是法国普罗旺斯-阿尔卑斯-蔚蓝海岸大区沃克吕兹省的一个市镇，属于阿普特区。

## 地理
米尔斯（43°57'7"N, 5°14'29"E）面积31.27 平方千米，位于法国普罗旺斯-阿尔卑斯-蔚蓝海岸大区沃克吕兹省，该省份为法国东南部内陆省份，北起德龙省，西北接阿尔代什省，西接加尔省，南至罗讷河口省，东南角与瓦尔省接壤，东临上普罗旺斯阿尔卑斯省。
与米尔斯接壤的市镇（或旧市镇、城区）包括：戈尔德、茹卡斯、利乌、梅塔米斯、圣萨蒂南莱萨普特、沃纳斯克。
米尔斯的时区为UTC+01:00、UTC+02:00（夏令时）。

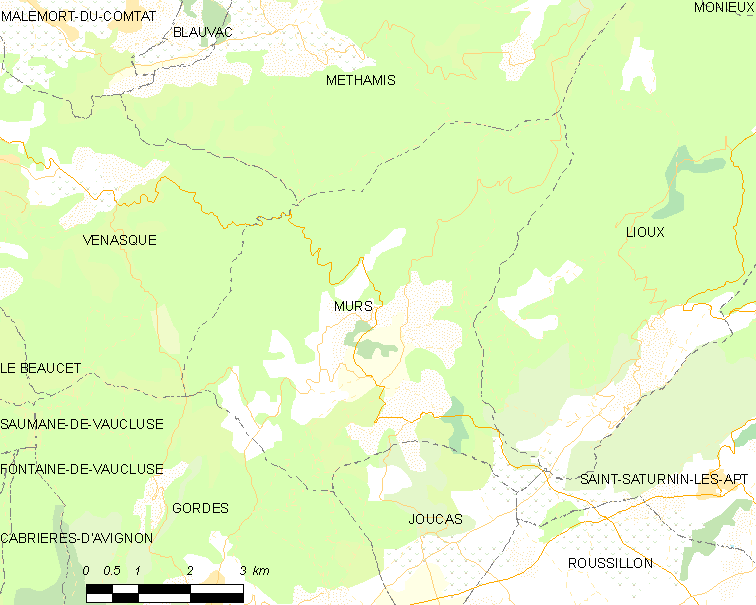
米尔斯的OSM定位图

## 行政
米尔斯的邮政编码为84220，INSEE市镇编码为84085。

## 政治
米尔斯所属的省级选区为阿普特县。

## 人口

1962-2008年间米尔斯人口变化图示

米尔斯于2022年1月1日时的人口数量为390人。